# 巨兴站
巨興站（：／ Kŏhŭng yŏk */?）是朝鮮民主主義人民共和國平安南道成川郡巨興里的一個鐵路車站，属于平罗线。

## 邻近车站
平罗线
新成川站 - 巨興站 - 长林站